# CONADEIP FBA 2019
La Liga Premier CONADEIP 2019 fue la octagésima novena temporada de fútbol americano universitario en México, así como la décima administrada por la CONADEIP. Este año no habrá Tazón de Campeones contra el ganador de la Organización Nacional Estudiantil de Fútbol Americano (ONEFA), ni tampoco se efectuaron partidos interligas durante la temporada regular.
Sin embargo de último momento se decidió que se jugaría el Tazón Azteca entre las selecciones de la Onefa y la Conadeip.
La Temporada que llevará el nombre 10 Aniversario Liga Premier estará dividida en dos grupos: Grupo Independencia y el Grupo Libertad

El total de equipos participantes de la Liga Mayor se redujo de 11 a 10

## Equipos participantes
| Equipo                | Universidad                                                 | Campus              | Head Coach (t)           |
| Grupo Independencia   | Grupo Independencia                                         | Grupo Independencia | Grupo Independencia      |
| --------------------- | ----------------------------------------------------------- | ------------------- | ------------------------ |
| Aztecas               | Universidad de las Américas de Puebla                       | Cholula             | Eric Fisher              |
| Borregos Guadalajara  | Instituto Tecnológico y de Estudios Superiores de Monterrey | Guadalajara         | Ernesto Alfaro           |
| Borregos México       | Instituto Tecnológico y de Estudios Superiores de Monterrey | EdoMex y CdMx       | Simón Hernández          |
| Borregos Puebla       | Instituto Tecnológico y de Estudios Superiores de Monterrey | Puebla              | Hugo Lira                |
| Borregos Salvajes Mty | Instituto Tecnológico y de Estudios Superiores de Monterrey | Monterrey           | Carlos Altamirano        |
| Borregos Toluca       | Instituto Tecnológico y de Estudios Superiores de Monterrey | Toluca              | Gustavo Tella            |
| Grupo Libertad        |                                                             |                     |                          |
| Borregos Querétaro    | Instituto Tecnológico y de Estudios Superiores de Monterrey | Querétaro           | Héctor Javier del Águila |
| Cimarrones            | Universidad Autónoma de Baja California                     | Tijuana             | Ricardo Licona           |
| Potros                | Instituto Tecnológico de Sonora                             | Ciudad Obregón      | Jorge I. Aguilar         |
| Zorros                | Centro de Enseñanza Técnica y Superior                      | Mexicali y Tijuana  | Luis Antonio Cervantes   |

## Acontecimientos relevantes
- El 14 de febrero del año 2020, se registra un dato interesante dentro de la Juvenil Única 2020, por primera vez una mujer debuta en esta categoría en el partido correspondiente a la segunda fecha de la temporada entre Halcones de la Universidad Interamericana y Borregos del Tec Querétaro, registrando así Perla Zamorano, las primeras yardas para una mujer en la historia de la 10

Temporadas de la Liga Conadeip, hecho histórico que podría dar la apertura a más mujeres dentro de esta liga.
- En enero de 2019 previo al congreso de la ONEFA, la CONADEIP envió una propuesta a la ONEFA, para la realización de juegos interligas entre ambas organizaciones, así también el juego de Campeón de Campeones y un tazón entre la selección de la ONEFA Vs la selección de la CONADEIP.[1]

- En febrero del 2019 durante el congreso de la ONEFA se decidió jugar un juego interliga contra los equipos de la CONADEIP, sin embargo dichos jugos no tendrán valor en puntos para las ligas, serán juegos de preparación o scrimmages. Águilas UACH y la nueva adición, los Potros Salvajes de la UAEM  decidieron no participar en la Jornada Interligas.[2]

- Durante el congreso de la CONADEIP se decidió no aceptar la propuesta de la ONEFA, debido a que no contaran para los Standings de las ligas y la no existencia del Campeón de Campeones a final de temporada, así como el juego de selecciones entre los representativos de ONEFA y CONADEIP.[3]

- El Programa de los Zorros CETYS de la CETYS Universidad decidió fusionar sus programas fútbol americano universitario de Zorros Mexicali y Zorros Tijuana, esto debió a querer competir próximamente en grupo más fuerte dentro de CONADEIP.[4]

- Borregos Toluca anuncia cambio de entrenador jefe previo a la temporada 2019, dejando el cargo el Bicampeón Horacio García y nombrando a Gustavo Tella nuevo jefe de entrenadores.[5]

- El entrenador jefe seleccionado para dirigir a la selección de Conadeip fue Gustavo Tella, entrenador jefe de Borregos Toluca.

- ONEFA y CONADEIP acuerdan realizar el Tazón Azteca XLVI, entre selecciones de ambas ligas, así reuniendo el mejor talento universitario de fútbol americano, a jugarse en Monterey Nuevo León en el estadio Gaspar Mass.[6]

- Previa al Tazón Azteca se informa que dos jugadores de la liga conadeip (Diego Bedolla #51 de Aztecas UDLAP y Isac Alarcon #73 de Borregos Salvajes ambos OL) serían visoreados por el programa de NFL Internacional.

- Dentro de los acuerdos para la realización del Tazón Azteca se encuentra que el año posterior a haberlo organizado la ONEFA, este deberá organizar el siguiente Tazón Azteca.

## Pretemporada

### Calendario y resultados
Estos son algunos de los scrimmages y prácticas conjuntas más relevantes previo al inicio de temporada.
| Scrimmages            | Scrimmages | Scrimmages            | Scrimmages               | Scrimmages | Scrimmages | Scrimmages                |
| Visitante             | Resultado  | Local                 | Estadio                  | Fecha      | Hora       | Transmisión               |
| --------------------- | ---------- | --------------------- | ------------------------ | ---------- | ---------- | ------------------------- |
| Linces UVM            | 7 - 52     | Aztecas               | Templo del Dolor         | 11-Abr     | 13:00      |                           |
| Águilas Blancas       | 14 - 20    | Borregos Guadalajara  | UDBJ Fresnillo           | 13-Abr     | 16:00      |                           |
| UBC Thunderbirds      | 17 - 24    | Borregos Salvajes MTY | Borregos                 | 3-May      | 19:00      |                           |
| Frailes               | 7 - 27     | Borregos México       | Corral de Plástico       | 11-May     | 13:00      | Tercer cuarto             |
| Correcaminos          | 7 - 48     | Borregos Salvajes MTY | Borregos                 | 7-Jun      | 19:00      |                           |
| Borregos Toluca       | 13 - 20    | Pumas CU              | Roberto "Tapatío" Méndez | 29-Jun     | 15:00      |                           |
| Guerreros Águila SLP  | 0 - 30     | Borregos Querétaro    | Borregos QRO             | 29-Jun     | 15:00      |                           |
| Lobos BUAP            | 10 - 45    | Borregos Puebla       | Cráter Azul              | 5-Jul      | 18:00      |                           |
| Borregos Toluca       | 35 - 7     | Potros Salvajes       | J.J.Pichardo             | 9-Ago      | 18:00      |                           |
| Leones Negros         | 0 - 42     | Borregos Guadalajara  | La Fortaleza Azul        | 10-Ago     | 13:00      |                           |
| Pumas Acatlán         | 12 - 33    | Borregos México       | Corral de Plástico       | 10-Ago     | 13:00      |                           |
| Borregos Salvajes MTY | 48 - 6     | Lobos UAdeC           | Jorge Castro             | 10-Ago     | 14:00      |                           |
| Leones UA Norte       | 19 - 21    | Borregos Puebla       | Cráter Azul              | 17-ago     | 13:00      |                           |
| Auténticos Tigres     | 17 - 28    | Borregos México       | Corral de Plástico       | 17-ago     | 13:00      | TS Video S.F.N Heraldo TV |
| Linces UVM            | 14 - 28    | Borregos Guadalajara  | La Fortaleza Azul        | 17-ago     | 11:00      |                           |
| Frailes               | 7 - 21     | Aztecas               | Templo del Dolor         | 17-ago     | 13:00      |                           |
| Borregos Salvajes MTY | 17 - 19    | UMHB Crusaders        | Crusader Stadium         | 23-Ago     | 18:00      |                           |
| Borregos Toluca       | 20 - 21    | Águilas Blancas       | Casco de Santo Tomas     | 24-Ago     | 13:00      |                           |
| Borregos México       | 21 - 43    | Pumas CU              | Olímpico Universitario   | 24-Ago     | 12:00      |                           |
| Borregos Puebla       | 13 - 10    | Linces UVM            | JOM                      | 24-Ago     | 13:00      | Tercer cuarto             |
| Borregos Quetaro      | 13 - 25    | Leones Querétaro      | Anáhuac QRO              | 24-ago     | 16:00      |                           |
| Zorros CETYS          | 20 - 38    | Borregos Guadalajara  | La Fortaleza Azul        | 24-ago     | 13:00      |                           |
| Auténticos Tigres     | 16 - 49    | Borregos Salvajes     | Borregos                 | 30-ago     | 19:00      | S.F.N                     |
| Aztecas               | 40 - 30    | Burros Blancos        | Wilfrido Massieu         | 31-ago     | 13:00      |                           |
| La Verne Leopards     | 13 - 34    | Zorros CETYS          | CETYS Mexicali           | 31-Ago     | 21:00      |                           |
| South Bay LA          | 0 - 56     | Cimarrones            | UABC Tijuana             | 31-Ago     | 21:00      |                           |
| Zorros CETYS          | 7 - 38     | Oxy OC Tigers         | Jack Kemp                | 7-Sep      | 17:00      |                           |

### Clásico Regio LXXXVIII[7]
| Casco           |        |               |
| Brazo izquierdo | Cuerpo | Brazo derecho |
| Pantalones      |        |               |
| Medias          |        |               |
| AT              |        |               |

| 30 de agosto de 2019, 19:30 Estadio Borregos TV: |    |    |    |    |
| \| Equipo \| 1C \| 2C \| 3C \| 4C \| \| ----------------- \| -- \| -- \| -- \| -- \| \| Auténticos Tigres \| 6 \| 0 \| 3 \| 7 \| \| Borregos Salvajes \| 14 \| 14 \| 14 \| 7 \| |    |    |    |    |
| Equipo | 1C | 2C | 3C | 4C |
| Auténticos Tigres | 6  | 0  | 3  | 7  |
| Borregos Salvajes | 14 | 14 | 14 | 7  |

| Equipo            | 1C | 2C | 3C | 4C |
| ----------------- | -- | -- | -- | -- |
| Auténticos Tigres | 6  | 0  | 3  | 7  |
| Borregos Salvajes | 14 | 14 | 14 | 7  |

| Casco           |        |               |
| Brazo izquierdo | Cuerpo | Brazo derecho |
| Pantalones      |        |               |
| Medias          |        |               |
| Mty             |        |               |

## Temporada regular

### Calendario y resultados
Calendario Liga Mayor CONADEIP 2019.
| Semana 1              | Semana 1  | Semana 1             | Semana 1          | Semana 1 | Semana 1 | Semana 1             |
| Visitante             | Resultado | Local                | Estadio           | Fecha    | Hora     | Transmisión          |
| --------------------- | --------- | -------------------- | ----------------- | -------- | -------- | -------------------- |
| Borregos México       | 31 - 28   | Borregos Guadalajara | La Fortaleza Azul | 7-Sep    | 11:00    | Sinapsis.TV          |
| Aztecas               | 35 - 24   | Borregos Toluca      | La Congeladora    | 7-Sep    | 13:00    | Heraldo TV           |
| Borregos Salvajes Mty | 27 - 7    | Borregos Puebla      | Cráter Azul       | 7-Sep    | 13:00    | InLockerFBA TS Video |

| Semana 2           | Semana 2  | Semana 2              | Semana 2          | Semana 2 | Semana 2 | Semana 2               |
| Visitante          | Resultado | Local                 | Estadio           | Fecha    | Hora     | Transmisión            |
| ------------------ | --------- | --------------------- | ----------------- | -------- | -------- | ---------------------- |
| Borregos Toluca    | 3 - 38    | Borregos Salvajes Mty | Borregos          | 13-Sep   | 19:30    | Canal 28 NL Heraldo TV |
| Zorros CETYS       | 21 - 19   | Cimarrones            | UABC Tijuana      | 13-Sep   | 21:00    | Pixel Sports           |
| Borregos Querétaro | 21 - 31   | Potros                | Campo Hundido     | 13-Sep   | 21:00    | Cuervos TV             |
| Borregos Puebla    | 38 - 6    | Borregos Guadalajara  | La Fortaleza Azul | 14-Sep   | 11:00    | Sinapsis.TV            |
| Borregos México    | 7 - 21    | Aztecas               | Templo del Dolor  | 14-Sep   | 13:00    | InLockerFBA Heraldo TV |

| Semana 3             | Semana 3  | Semana 3              | Semana 3              | Semana 3 | Semana 3 | Semana 3    |
| Visitante            | Resultado | Local                 | Estadio               | Fecha    | Hora     | Transmisión |
| -------------------- | --------- | --------------------- | --------------------- | -------- | -------- | ----------- |
| Borregos Querétaro   | 14 - 21   | Zorros CETYS          | CETYS Mexicali        | 20-Sep   | 21:00    |             |
| Cimarrones           | 35 - 42   | Potros                | Campo Hundido         | 20-Sep   | 21:00    |             |
| Borregos Toluca      | 35 - 16   | Borregos México       | El Corral de Plástico | 21-Sep   | 13:00    |             |
| Aztecas              | 26 - 24   | Borregos Puebla       | Cráter Azul           | 21-Sep   | 13:00    | InLockerFBA |
| Borregos Guadalajara | 14 - 37   | Borregos Salvajes Mty | Borregos              | 21-Sep   | 18:00    | Canal 28 NL |

| Semana 4              | Semana 4  | Semana 4           | Semana 4         | Semana 4 | Semana 4 | Semana 4    |
| Visitante             | Resultado | Local              | Estadio          | Fecha    | Hora     | Transmisión |
| --------------------- | --------- | ------------------ | ---------------- | -------- | -------- | ----------- |
| Cimarrones            | 33 - 41   | Borregos Querétaro | Borregos Qro     | 27-Sep   | 19:00    |             |
| Potros                | 13 - 7    | Zorros CETYS       | CETYS Mexicali   | 27-Sep   | 21:00    |             |
| Borregos Guadalajara  | 13 - 42   | Borregos Toluca    | La Congeladora   | 28-Sep   | 13:00    |             |
| Borregos Salvajes Mty | 10 - 17   | Aztecas            | Templo del Dolor | 28-Sep   | 13:00    |             |
| Borregos México       | 10 - 27   | Borregos Puebla    | Cráter Azul      | 28-Sep   | 15:00    | InLockerFBA |

| Semana 5        | Semana 5  | Semana 5              | Semana 5         | Semana 5 | Semana 5 | Semana 5    |
| Visitante       | Resultado | Local                 | Estadio          | Fecha    | Hora     | Transmisión |
| --------------- | --------- | --------------------- | ---------------- | -------- | -------- | ----------- |
| Zorros CETYS    | 28 - 34   | Borregos Querétaro    | Borregos Qro     | 4-Oct    | 19:00    |             |
| Aztecas         | 57 - 27   | Borregos Guadalajara  | La Fortaleza Aul | 5-Oct    | 13:00    |             |
| Borregos Toluca | 20 - 34   | Borregos Puebla       | Cráter Azul      | 5-Oct    | 14:00    | InLockerFBA |
| Borregos México | 19 - 35   | Borregos Salvajes Mty | Borregos         | 5-Oct    | 15:00    | Canal 28 NL |

| Semana 6              | Semana 6  | Semana 6           | Semana 6                        | Semana 6 | Semana 6 | Semana 6    |
| Visitante             | Resultado | Local              | Estadio                         | Fecha    | Hora     | Transmisión |
| --------------------- | --------- | ------------------ | ------------------------------- | -------- | -------- | ----------- |
| Cimarrones            | 32 - 33   | Zorros CETYS       | Margarita Astiazarán de Fimbres | 11-Oct   | 17:00    |             |
| Potros                | 26 - 27   | Borregos Querétaro | Borregos Qro                    | 11-Oct   | 19:00    |             |
| Borregos Salvajes Mty | 16 - 13   | Borregos Toluca    | La Congeladora                  | 12-Oct   | 13:00    |             |
| Borregos Puebla       | 31 - 24   | Aztecas            | Templo del Dolor                | 12-Oct   | 13:00    |             |
| Borregos Guadalajara  | 26 -36    | Borregos México    | Corral de Plástico              | 12-Oct   | 13:00    |             |

| Semana 7           | Semana 7  | Semana 7              | Semana 7           | Semana 7 | Semana 7 | Semana 7    |
| Visitante          | Resultado | Local                 | Estadio            | Fecha    | Hora     | Transmisión |
| ------------------ | --------- | --------------------- | ------------------ | -------- | -------- | ----------- |
| Borregos Querétaro | 7 - 6     | Cimarrones            | UABC Tijuana       | 18-Oct   | 21:00    |             |
| Zorros CETYS       | 17 - 28   | Potros                | Campo Hundido      | 18-Oct   | 21:00    |             |
| Borregos Toluca    | 31 - 14   | Borregos Guadalajara  | La Fortaleza Azul  | 19-Oct   | 13:00    |             |
| Aztecas            | 39 - 24   | Borregos México       | Corral de Plástico | 19-Oct   | 13:00    |             |
| Borregos Puebla    | 3 - 17    | Borregos Salvajes Mty | Borregos           | 19-Oct   | 15:00    | Canal 28 NL |

| Semana 8              | Semana 8  | Semana 8        | Semana 8           | Semana 8 | Semana 8 | Semana 8    |
| Visitante             | Resultado | Local           | Estadio            | Fecha    | Hora     | Transmisión |
| --------------------- | --------- | --------------- | ------------------ | -------- | -------- | ----------- |
| Borregos Guadalajara  | 34 - 27   | Potros          | Campo Hundido      | 25-Oct   | 21:00    |             |
| Borregos Puebla       | 35 - 6    | Cimarrones      | UABC Tijuana       | 25-Oct   | 21:00    |             |
| Borregos Toluca       | 31 - 38   | Aztecas         | Templo del Dolor   | 26-Oct   | 13:00    | InLockerFBA |
| Borregos Salvajes Mty | 40 - 16   | Borregos México | Corral de Plástico | 26-Oct   | 13:00    |             |

| Semana 9           | Semana 9  | Semana 9             | Semana 9          | Semana 9 | Semana 9 | Semana 9    |
| Visitante          | Resultado | Local                | Estadio           | Fecha    | Hora     | Transmisión |
| ------------------ | --------- | -------------------- | ----------------- | -------- | -------- | ----------- |
| Potros             | 35 - 14   | Cimarrones           | UABC Tijuana      | 1-Nov    | 21:00    |             |
| Zorros CETYS       | 65 - 7    | Borregos Puebla      | Cráter Azul       | 2-Nov    | 13:00    | InLockerFBA |
| Borregos Querétaro | 0 - 48    | Borregos Guadalajara | La Fortaleza Azul | 2-Nov    | 13:00    |             |

| Semana 10       | Semana 10 | Semana 10             | Semana 10      | Semana 10 | Semana 10 | Semana 10   |
| Visitante       | Resultado | Local                 | Estadio        | Fecha     | Hora      | Transmisión |
| --------------- | --------- | --------------------- | -------------- | --------- | --------- | ----------- |
| Aztecas         | 22 - 28   | Borregos Salvajes Mty | Borregos       | 8-Nov     | 19:30     | Canal 28 NL |
| Borregos México | 17 - 21   | Borregos Toluca       | La Congeladora | 9-Nov     | 21:00     |             |

### Standings
- Fecha de actualización: semana 10

| Grupo Independencia       | Grupo Independencia | Grupo Independencia | Grupo Independencia |
| Equipo                    | Récord              | Cociente            |                     |
| ------------------------- | ------------------- | ------------------- | ------------------- |
| (1) Borregos Salvajes Mty | 7-2                 | 0.889               |                     |
| (2) Aztecas               | 8-1                 | 0.778               |                     |
| (3) Borregos Puebla       | 6-3                 | 0.667               |                     |
| (4) Borregos Toluca       | 4-5                 | 0.444               |                     |
| Borregos México           | 2-7                 | 0.222               |                     |
| Borregos Guadalajara      | 2-7                 | 0.222               |                     |

| Grupo Libertad         | Grupo Libertad | Grupo Libertad | Grupo Libertad |
| Equipo                 | Récord         | Cociente       |                |
| ---------------------- | -------------- | -------------- | -------------- |
| (1) Potros             | 5-2            | 0.667          |                |
| (2) Borregos Querétaro | 4-3            | 0.571          |                |
| Zorros CETYS           | 3-4            | 0.429          |                |
| Cimarrones             | 0-7            | 0.000          |                |

     Clasificado a Semifinales: (1) y (2) como local, (3) y (4) como visitante
     Clasificado a la Final: (1) como local Y (2) como visitante

## Postemporada

### Grupo Libertad
| Casco           |        |               |
| Brazo izquierdo | Cuerpo | Brazo derecho |
| Pantalones      |        |               |
| Medias          |        |               |
| Qro             |        |               |

| 15 de noviembre de 2019, 21:00 Estadio Campo Hundido TV: |    |    |    |    |
| \| Equipo \| 1C \| 2C \| 3C \| 4C \| \| ----------------- \| -- \| -- \| -- \| -- \| \| Borreos Querétaro \| 14 \| 7 \| 6 \| 6 \| \| Potros \| 14 \| 0 \| 13 \| 7 \| |    |    |    |    |
| Equipo | 1C | 2C | 3C | 4C |
| Borreos Querétaro | 14 | 7  | 6  | 6  |
| Potros | 14 | 0  | 13 | 7  |

| Equipo            | 1C | 2C | 3C | 4C |
| ----------------- | -- | -- | -- | -- |
| Borreos Querétaro | 14 | 7  | 6  | 6  |
| Potros            | 14 | 0  | 13 | 7  |

| Casco           |        |               |
| Brazo izquierdo | Cuerpo | Brazo derecho |
| Pantalones      |        |               |
| Medias          |        |               |
| ITSON           |        |               |

### Grupo Independencia
|  | Semifinales                   | Semifinales |    |  | Final                         | Final |  |
|  |                               |             |    |  |                               |       |  |
|  | 15/nov 19:30 Estadio Borregos |             |    |  |                               |       |  |
|  | Borregos Toluca               | 15          |    |  |                               |       |  |
|  | Borregos Salvajes Mty         | 42          |    |  |                               |       |  |
|  |                               |             |    |  |                               |       |  |
|  |                               |             |    |  | 23/nov 19:30 Estadio Borregos |       |  |
|  |                               |             |    |  | Borregos Salvajes Mty         | 27    |  |
|  |                               | Aztecas     | 13 |  |                               |       |  |
|  |                               |             |    |  |                               |       |  |
|  |                               |             |    |  |                               |       |  |
|  |                               |             |    |  |                               |       |  |
|  | 16/nov 13:00 Templo del Dolor |             |    |  |                               |       |  |
|  | Borregos Puebla               | 9           |    |  |                               |       |  |
|  | Aztecas                       | 28          |    |  |                               |       |  |

| Casco           |        |               |
| Brazo izquierdo | Cuerpo | Brazo derecho |
| Pantalones      |        |               |
| Medias          |        |               |
| UDLAP           |        |               |

| 23 de noviembre de 2019, 19:30 Estadio Estadio Borregos TV: |    |    |    |    |
| \| Equipo \| 1C \| 2C \| 3C \| 4C \| \| --------------------- \| -- \| -- \| -- \| -- \| \| Aztecas \| 0 \| 6 \| 0 \| 7 \| \| Borregos Salvajes Mty \| 10 \| 14 \| 3 \| 0 \| |    |    |    |    |
| Equipo | 1C | 2C | 3C | 4C |
| Aztecas | 0  | 6  | 0  | 7  |
| Borregos Salvajes Mty | 10 | 14 | 3  | 0  |

| Equipo                | 1C | 2C | 3C | 4C |
| --------------------- | -- | -- | -- | -- |
| Aztecas               | 0  | 6  | 0  | 7  |
| Borregos Salvajes Mty | 10 | 14 | 3  | 0  |

| Casco           |        |               |
| Brazo izquierdo | Cuerpo | Brazo derecho |
| Pantalones      |        |               |
| Medias          |        |               |
| MTY             |        |               |

## Tazón AztecaXLVI
Fue la primera ocasión en que se jugó un partido de Tazón Azteca entre la selección de la Liga Mayor de la ONEFA y la selección de la Liga Premier de la CONADEIP.
El partido se jugará el viernes 29 de noviembre a las 19:00 horas en el Estadio Gaspar Mass conforme a lo acordado entre los organizadores, el primer juego entre selecciones ONEFA y CONADEIP se disputará en alguno de los estadios de equipos de ONEFA.
| Casco           |        |               |
| Brazo izquierdo | Cuerpo | Brazo derecho |
| Pantalones      |        |               |
| Medias          |        |               |
| CONADEIP        |        |               |

| 29 de noviembre de 2019, 19:00 Estadio Gaspar Mass TV:                                                                                           |    |    |    |    |
| \| Equipo \| 1C \| 2C \| 3C \| 4C \| \| -------- \| -- \| -- \| -- \| -- \| \| CONADEIP \| 0 \| 0 \| 14 \| 0 \| \| ONEFA \| 0 \| 3 \| 0 \| 12 \| |    |    |    |    |
| Equipo | 1C | 2C | 3C | 4C |
| CONADEIP | 0  | 0  | 14 | 0  |
| ONEFA | 0  | 3  | 0  | 12 |

| Equipo   | 1C | 2C | 3C | 4C |
| -------- | -- | -- | -- | -- |
| CONADEIP | 0  | 0  | 14 | 0  |
| ONEFA    | 0  | 3  | 0  | 12 |

| Casco           |        |               |
| Brazo izquierdo | Cuerpo | Brazo derecho |
| Pantalones      |        |               |
| Medias          |        |               |
| ONEFA           |        |               |